# Соловьёв, Пётр Васильевич
Пётр Васильевич Соловьёв (1922—1998) — полковник Советской Армии, участник Великой Отечественной войны, Герой Советского Союза (1945).

## Биография
Пётр Соловьёв родился 14 февраля 1922 года в деревне Милавино (ныне — Андреапольский район Тверской области). Окончил среднюю школу. В 1940 году Соловьёв был призван на службу в Рабоче-крестьянскую Красную Армию. В 1941 году он окончил Ленинградское артиллерийское училище. С начала Великой Отечественной войны — на её фронтах. В боях два раза был ранен и ещё два раза контужен.
К апрелю 1945 года капитан Пётр Соловьёв командовал дивизионом 798-го артиллерийского полка 265-й стрелковой дивизии 3-й ударной армии 1-го Белорусского фронта. Отличился во время Берлинской операции. 28 апреля 1945 года дивизион Соловьёва успешно отбил четыре немецкие контратаки. Во время отражения пятой по счёту контратаки Соловьёв сам встал к одному из орудий и уничтожил 4 тяжёлых самоходных орудия противника, был контужен, но продолжал вести огонь.
Указом Президиума Верховного Совета СССР от 31 мая 1945 года за «умелое командование дивизионом, мужество и героизм, проявленные при штурме Берлина» капитан Пётр Соловьёв был удостоен высокого звания Героя Советского Союза с вручением ордена Ленина и медали «Золотая Звезда» за номером 6830.
После окончания войны Соловьёв продолжил службу в Советской Армии. В 1955 году он окончил Военную артиллерийскую академию имени Ф. Э. Дзержинского. В 1975 году в звании полковника Соловьёв был уволен в запас. Проживал и работал в Минске. Умер 17 февраля 1998 года.
Был также награждён орденами Красного Знамени и Отечественной войны 1-й степени, тремя орденами Красной Звезды, рядом медалей и иностранных наград.
В честь Соловьёва названа улица в Андреаполе.